# Station Statte
Station Statte is een spoorwegstation langs spoorlijn 125 (Namen - Luik) bij de kern Statte in de stad Hoei.
Het station heeft 4 sporen die genummerd zijn van 5 tot en met 8. De perrons liggen grotendeels op het grondgebied van de gemeente Wanze terwijl het stationsgebouw zelf volledig op het grondgebied van Hoei ligt.
Vanuit dit station vertrokken de inmiddels grotendeels opgebroken spoorlijn 126 naar Ciney en de eveneens grotendeels opgebroken spoorlijn 127 naar Landen. Daarmee verloor het station zijn betekenis als knooppunt.

## Treindienst
| Serie       | Treinsoort          | Route | Bijzonderheden                                                                                                  |
| ----------- | ------------------- | --- | --- |
| IC 18       | Intercity (NMBS)    | [ Doornik – Aat – ] Brussel-Zuid – Namen – Statte – Luik-Guillemins – Luik-Sint-Lambertus                         | Rijdt alleen op werkdagen. Rijdt in de spits verder naar Doornik.                                               |
| IC 25       | Intercity (NMBS)    | Moeskroen – Doornik – Bergen – Charleroi-Centraal – Namen – Statte – Luik-Guillemins – Herstal – Liers            | Rijdt in het weekend tussen Moeskroen en Liers.                                                                 |
| L 4950      | L-trein (NMBS)      | Luik-Guillemins – Hoei – Statte – Namen                                                                           | |
| P 7460/8460 | Piekuurtrein (NMBS) | Statte – Luik-Guillemins                                                                                          | Rijdt alleen op werkdagen.                                                                                      |
| P 7480/8480 | Piekuurtrein (NMBS) | [ Hoei – Statte – Namen ] / [ Herstal – Luik-Sint-Lambertus – Luik-Guillemins – [ Rivage – Gouvy ] / [ Statte ] ] | Rijdt alleen op werkdagen. Een trein vanuit Herstal naar Gouvy. Twee treinen per richting tussen Hoei en Namen. |

## Galerij

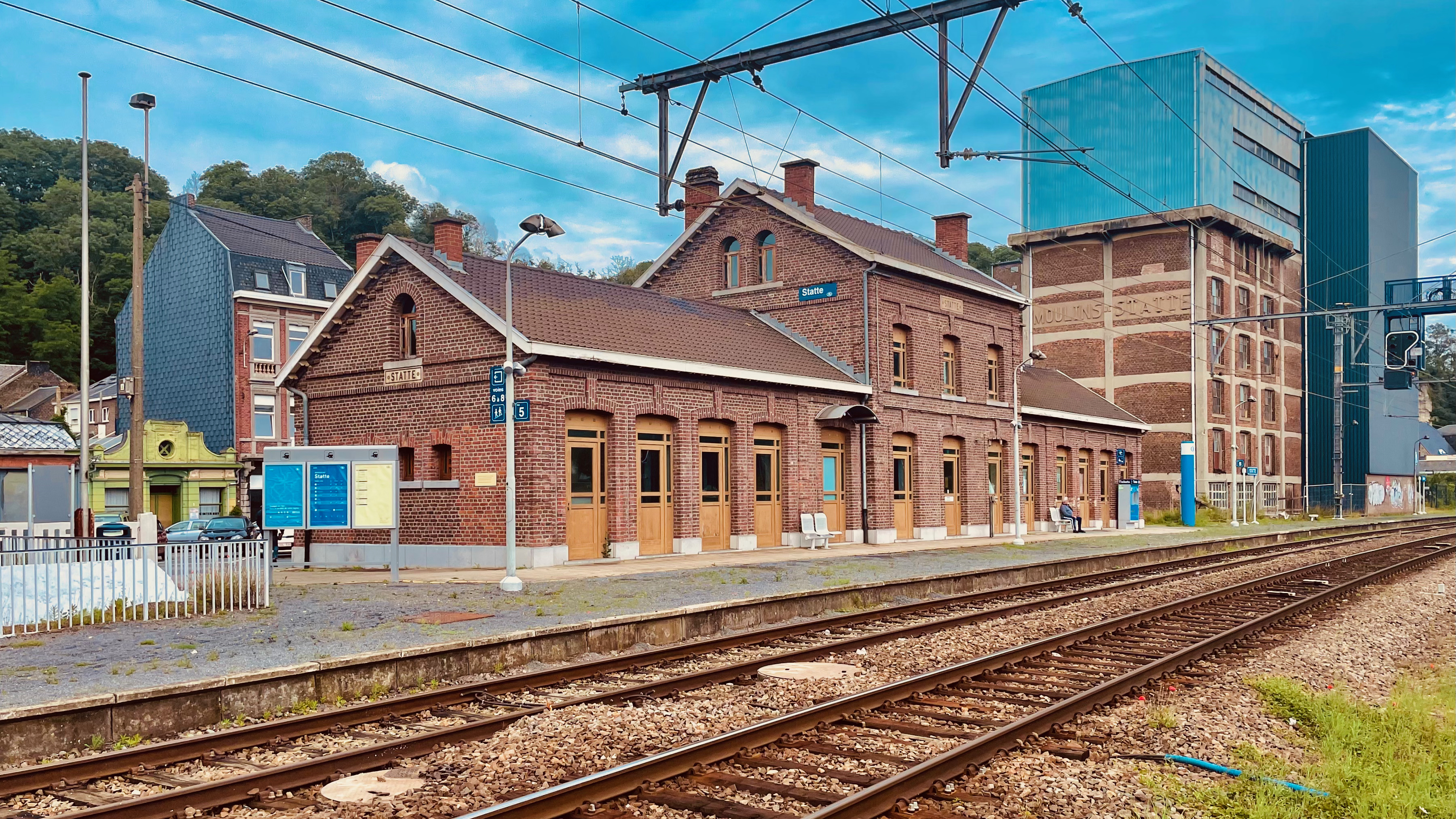
Het stationsgebouw
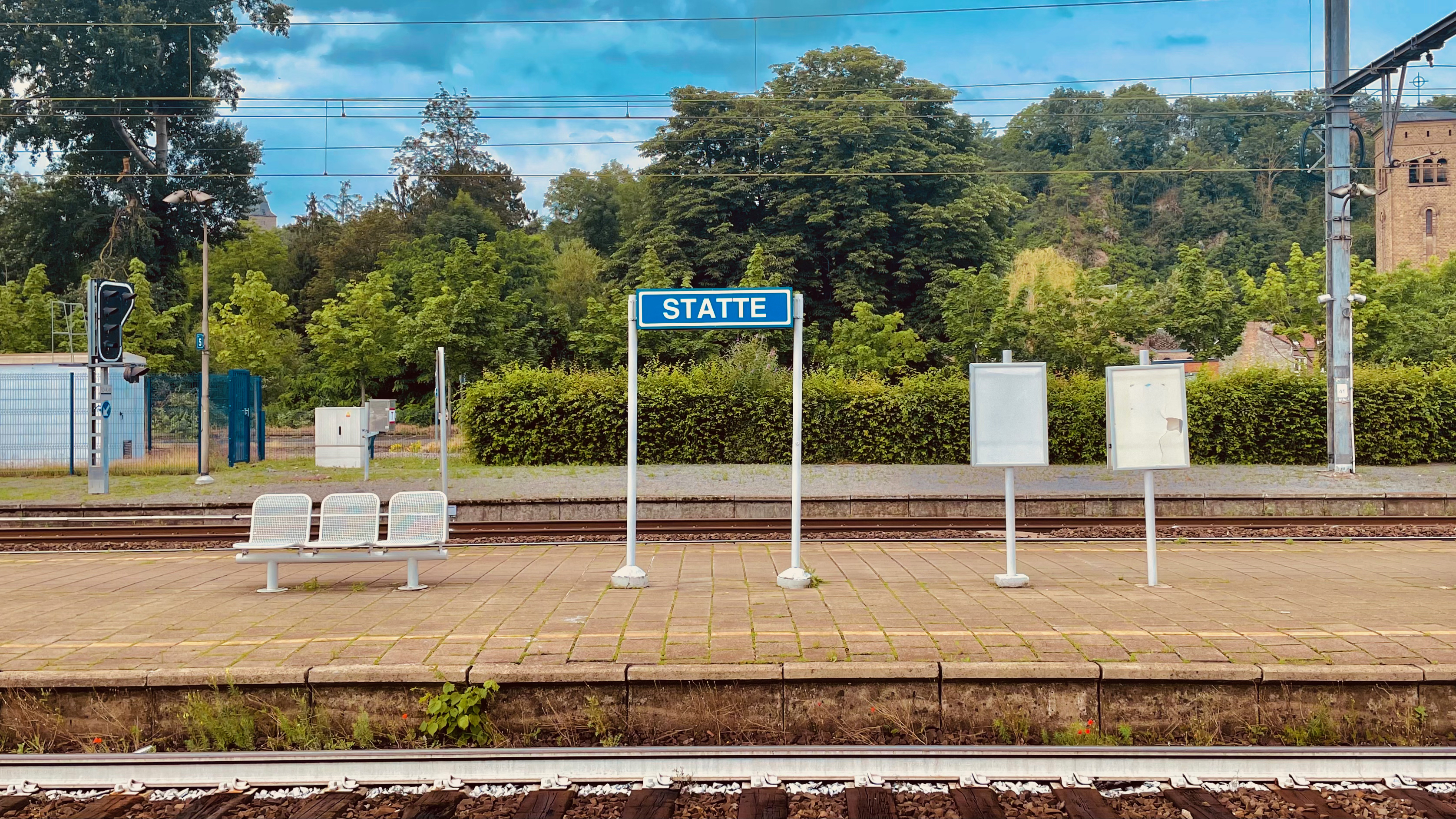
Plaatsnaambord
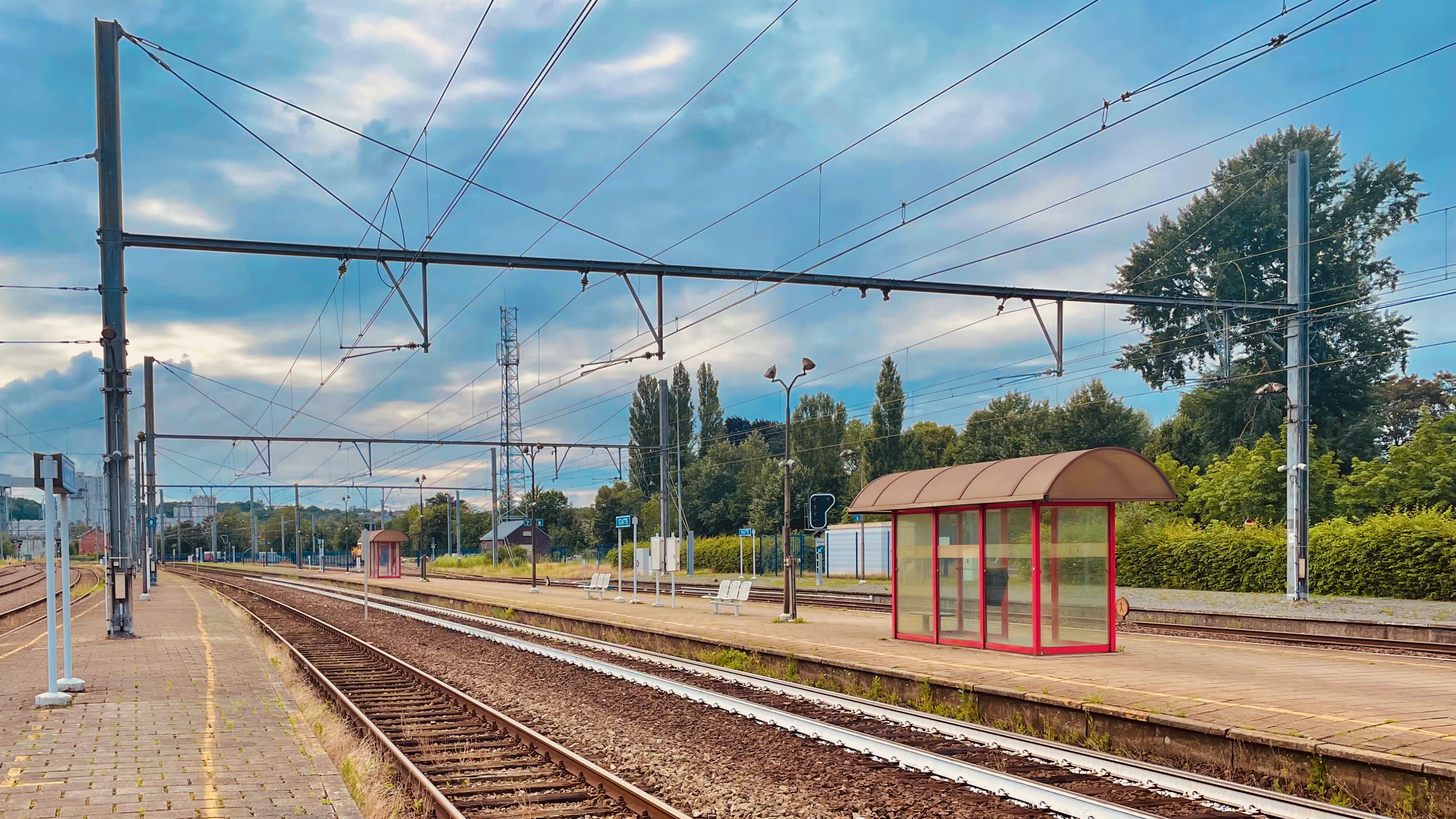
Zicht op de perrons
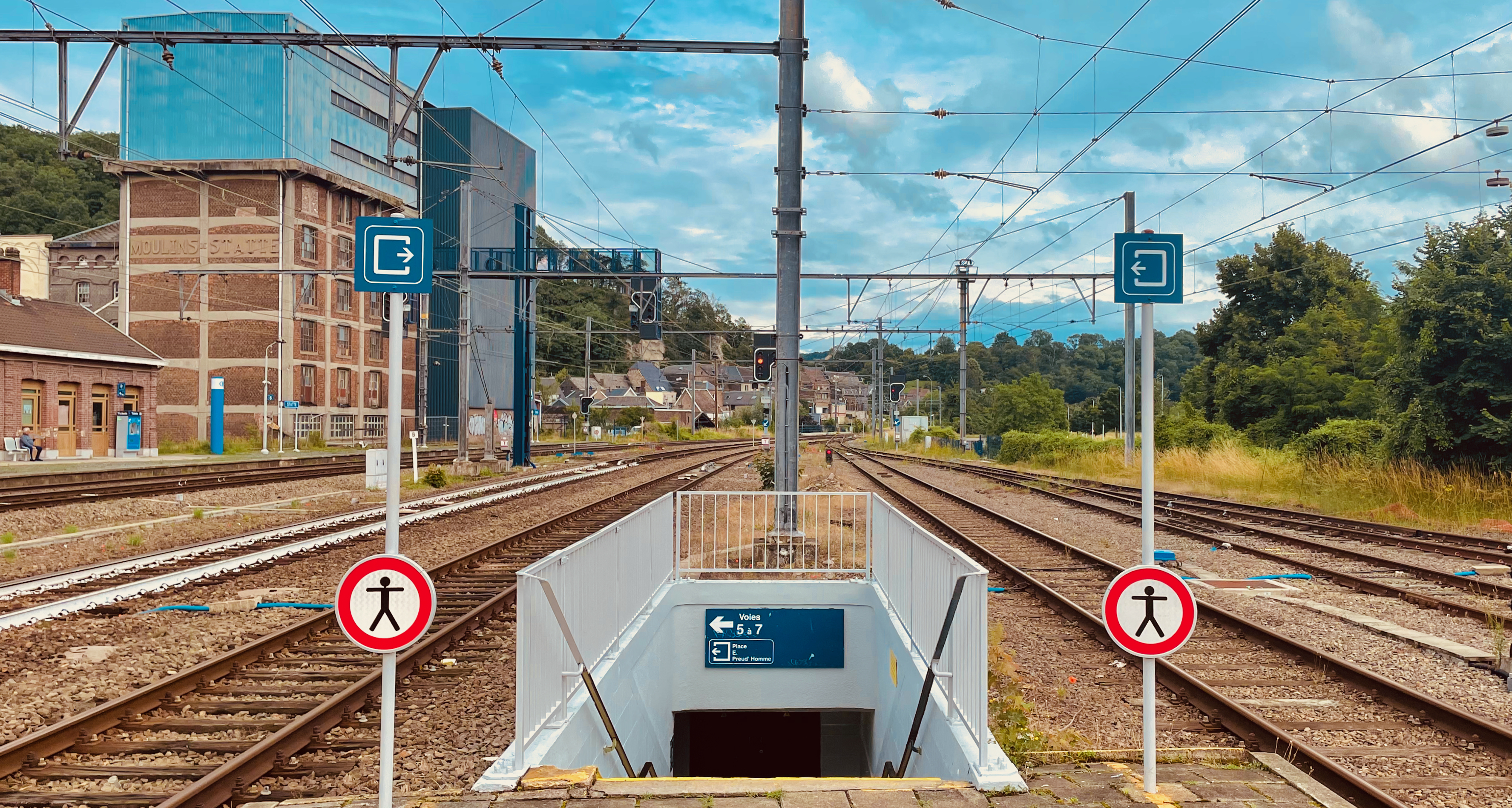
Zicht op de sporen

## Reizigerstellingen
De grafiek en tabel geven het gemiddeld aantal instappende reizigers weer op een week-, zater- en zondag.
| Tabel: aantal instappende reizigers station Statte | Tabel: aantal instappende reizigers station Statte | Tabel: aantal instappende reizigers station Statte | Tabel: aantal instappende reizigers station Statte |
|                                                    | Weekdag                                            | Zaterdag                                           | Zondag                                             |
| -------------------------------------------------- | -------------------------------------------------- | -------------------------------------------------- | -------------------------------------------------- |
| 1977                                               | 798                                                | 211                                                | 189                                                |
| 1978                                               | 753                                                | 304                                                | 223                                                |
| 1979                                               | 787                                                | 213                                                | 196                                                |
| 1980                                               | 705                                                | 170                                                | 148                                                |
| 1981                                               | 700                                                | 214                                                | 214                                                |
| 1982                                               | 804                                                | 195                                                | 151                                                |
| 1983                                               | 651                                                | 122                                                | 125                                                |
| 1984                                               | 576                                                | 118                                                | 99                                                 |
| 1985                                               | 542                                                | 149                                                | 147                                                |
| 1986                                               | 554                                                | 77                                                 | 100                                                |
| 1987                                               | 516                                                | 103                                                | 89                                                 |
| 1988                                               | 523                                                | 149                                                | 135                                                |
| 1989                                               | 434                                                | 92                                                 | 93                                                 |
| 1990                                               | 394                                                | 97                                                 | 93                                                 |
| 1991                                               | 438                                                | 126                                                | 125                                                |
| 1992                                               | 426                                                | 86                                                 | 90                                                 |
| 1993                                               | 349                                                | 80                                                 | 71                                                 |
| 1994                                               | 394                                                | 108                                                | 72                                                 |
| 1995                                               | 308                                                | 85                                                 | 85                                                 |
| 1996                                               | 448                                                | 114                                                | 87                                                 |
| 1997                                               | 481                                                | 113                                                | 86                                                 |
| 1998                                               | 483                                                | 101                                                | 84                                                 |
| 1999                                               | 389                                                | 97                                                 | 104                                                |
| 2000                                               | 336                                                | 119                                                | 98                                                 |
| 2001                                               | 357                                                | 94                                                 | 104                                                |
| 2002                                               | 444                                                | 109                                                | 66                                                 |
| 2003                                               | 437                                                | 98                                                 | 118                                                |
| 2004                                               | 454                                                | 140                                                | 88                                                 |
| 2005                                               | 461                                                | 118                                                | 124                                                |
| 2006                                               | 521                                                | 152                                                | 106                                                |
| 2007                                               | 538                                                | 138                                                | 142                                                |
| 2008                                               | -                                                  | -                                                  | -                                                  |
| 2009                                               | 537                                                | 140                                                | 95                                                 |
| 2010                                               | -                                                  | -                                                  | -                                                  |
| 2011                                               | -                                                  | -                                                  | -                                                  |
| 2012                                               | 580                                                | 132                                                | 153                                                |
| 2013                                               | 583                                                | 157                                                | 186                                                |
| 2014                                               | 583                                                | 195                                                | 176                                                |
| 2015                                               | 586                                                | 181                                                | 107                                                |
| 2016                                               | 485                                                | 158                                                | 130                                                |
| 2017                                               | 461                                                | 182                                                | 244                                                |
| 2018                                               | 465                                                | 653                                                | 600                                                |
| 2019                                               | 396                                                | 275                                                | 220                                                |
| 2020                                               | 307                                                | 117                                                | 106                                                |
| 2021                                               | -                                                  | -                                                  | -                                                  |
| 2022                                               | 535                                                | 278                                                | 225                                                |
| 2023                                               | 518                                                | 1 625                                              | 1 389                                              |
| 2024                                               | 529                                                | 205                                                | 225                                                |

0,0: Luik-Guillemins ·
1,1: Val-Benoît ·
2,9: Sclessin ·
5,1: Tilleur ·
6,4: Pont-de-Seraing ·
7,3: Jemeppe-sur-Meuse ·
9,3: Flémalle-Grande ·
10,0: Leman ·
11,2: Flémalle-Haute ·
12,3: Chokier ·
14,0: Aigremont ·
15,3: Engis ·
17,3: La Mallieue ·
18,8: Hermalle-sous-Huy ·
21,2: Haute-Flône ·
22,5: Amay ·
24,9: Ampsin ·
27,9: Corphalie ·
29,4: Hoei ·
30,4: Statte ·
32,7: Bas-Oha ·
35,7: Java ·
40,3: Andenne ·
41,7: Château-de-Seilles ·
46,5: Sclaigneaux ·
48,8: Namêche ·
51,5: Marche-les-Dames ·
54,7: Beez ·
57,1: Faubourg-Saint-Nicolas ·
59,5: Namen
0,0: Statte ·
1,7: Hoei-Sint-Hilaire ·
2,1: Hoei-Zuid ·
3,6: Fleury ·
4,7: Marchin ·
6,7: Régissa ·
7,5: Fourneau ·
8,3: Barse ·
10,1: Roiseux ·
11,5: Vyle-et-Tharoul ·
12,7: Modave ·
13,9: Modave-Village ·
17,5: Clavier ·
20,0: Les-Avins-en-Condroz ·
24,9: Havelange ·
30,6: Bormenville ·
33,4: Hamois-en-Condroz ·
36,4: Emptinne ·
40,0: Liennes ·
41,4: Ciney
0,0: Landen ·
2,6: Waasmont ·
5,5: Avernas ·
6,3: Bertrée ·
9,6: Hannuit ·
11,5: Villers-le-Peuplier ·
13,9: Avennes ·
17,0: Braives ·
19,7: Fallais ·
22,7: Fumal ·
26,4: Huccorgne ·
28,5: Moha ·
33,6: Statte